# Antti Niemi (piłkarz)
Antti Mikko Niemi (ur. 31 maja 1972 w Oulu) – fiński piłkarz.

## Kariera
Karierę zaczynał w HJK Helsinki. W 1995 roku przeszedł do najbardziej znanego duńskiego klubu, FC København. Po dwóch latach gry przeniósł się do szkockiego Rangers. Nie grał tam jednak regularnie, czego skutkiem był transfer do Heart of Midlothian. W tym klubie wiodło mu się znacznie lepiej, był podstawowym bramkarzem drużyny. Po dwóch sezonach podpisał kontrakt z Southampton, w którym rozegrał ponad 100 spotkań. Od 2006 do września 2008 roku występował w Fulham, po czym zakończył karierę sportową. Mimo to w sierpniu 2009 roku trafił do Portsmouth.
Niemi zadebiutował w reprezentacji w 1992 roku. Rozegrał w niej 66 meczów. W 2004 roku zrezygnował z gry w kadrze.